# 武侠怪盗英雄剣・楚留香
『武侠怪盗英雄剣・楚留香』（原題：楚留香、英題：Clans of Intrigue）は、1977年に製作された香港映画。台湾の古龍原作の武俠小説、楚留香（そ りゅうこう）シリーズの映画化作品。
2008年、シアターN渋谷で開催された「香港レジェンド・シネマ・フェスティバル」(6月29日、7月1日・3日)にて上映された。

## キャスト
- 楚留香：狄龍（ティ・ロン）
- 宮南：苗可秀（ノラ・ミャオ）
- 無花大師：岳華（ユエ・ホア）
- 谷峰（クー・フェン）
- 貝蒂（ベティ・ペイティ）
- ユン・ケイ